# Lucile Randonová
Lucile Randonová (nepřechýleně Lucile Randon; 11. února 1904 Alès – 17. ledna 2023 Toulon), také známá jako sestra André, se stala po smrti Kane Tanakaové se svým věkem 118 let a 340 dní nejstarším žijícím ověřeným člověkem, o jehož věku nebyly pochybnosti. Byla také nejstarším přeživším covidu-19, který prodělala měsíc před oslavou 117. narozenin.
V posledních letech života žila v pečovatelském domě ve francouzském Toulonu. V mládí konvertovala ke katolicismu, stala se řádovou sestrou a působila jako učitelka, guvernantka a misionářka až do svých 75 let, kdy odešla do důchodu.

## Osobní život

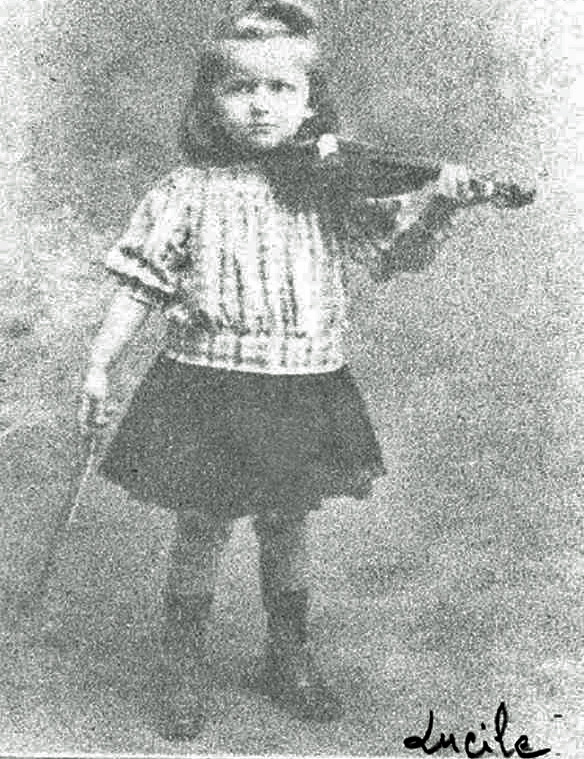
Lucile Randonová v dětských letech (asi 1910)

Lucile Randonová se narodila 11. února 1904 ve francouzském Alès do rodiny Paula Randona a Alphonsine Delphine Yéta Soutoulové. Měla dva starší bratry a dvojče Lydii, která zemřela ve věku jednoho roku. Vyrůstala v protestantské rodině a její děd byl pastorem. Ve věku dvanácti let se stala guvernantkou třech dětí v Marseille. O šest let později, v roce 1922, již působila jako učitelka a guvernantka pro významnou rodinu z Versailles, kde pracovala až do roku 1936. Následující rok, ve věku 19 let, konvertovala ke katolicismu. V roce 1944 vstoupila do řádu Milosrdných sester a přijala řádové jméno Sestra André k uctění památky mrtvého bratra.
Po skončení druhé světové války odešla Lucile Randonová na misii do nemocnice ve Vichy, kde pečovala o sirotky a staré. Její misie trvala 28 let. Poté byla v roce 1973 přemístěna do jiné nemocnice, tentokrát v obci Baume-d'Hostun, kde sloužila noční směny. O šest let později, ve věku 75 let, odešla do důchodu a vstoupila do EHPAD (síť pečovatelských domů pro důchodce ve Francii) v Savojsku, kde setrvala dalších 30 let. 25. října 2009 se přesídlila do domova důchodců v Toulonu. K příležitosti 115. narozenin jí papež František poslal osobní dopis s blahopřáním, který mimo jiné obsahoval také požehnaný růženec. V roce 2021 uvedla, že je ve svém současném domově šťastná, nicméně si přeje se opět shledat se svými prarodiči a bratrem v nebi. Zemřela dne 17. ledna 2023 ve věku 118 let.

## Zdraví a dlouhověkost
Po propuknutí epidemie covidu-19 v domově důchodců, kde setrvávala, byla 16. ledna 2021 pozitivně testována na onemocnění. Její průběh byl bezpříznakový a konfirmační test, který byl proveden těsně před jejími 117. narozeninami, byl negativní, čímž se stala nejstarším přeživším covidu-19 na světě. Dne 19. dubna 2022, po smrti Kane Tanakaové, se stala nejstarším žijícím člověkem na světě.